# Dhaka

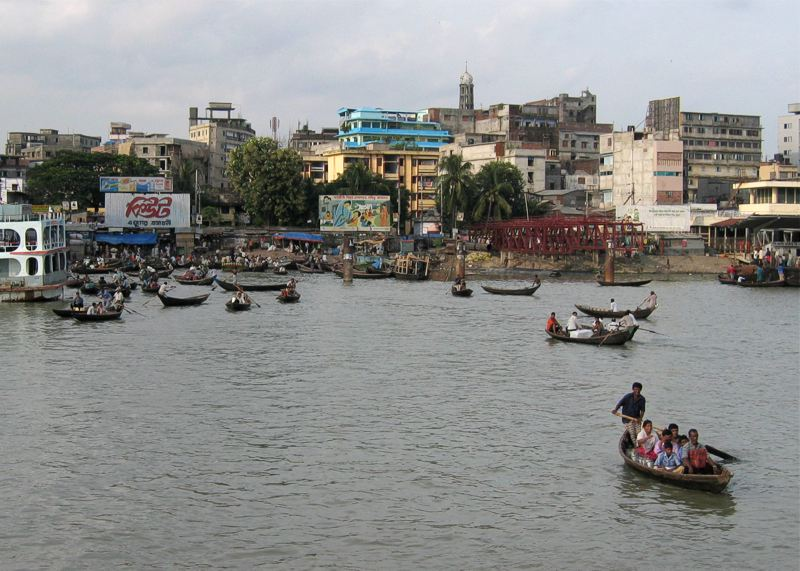
Jeden z portów miasta

Dhaka, Dakka (beng. ঢাকা Ḍhākā, wym. [ˈɖʱaka], ang. Dhaka, hist. Dacca) – stolica Bangladeszu, licząca około 17 mln mieszkańców.

## Historia
Historia Dhaki sięga roku 1000. Miasto szybko rozwijało się w XVII wieku, będąc stolicą mogolskiego Bengalu w latach 1608–1639 i 1660–1704. W 1704 stolicę przeniesiono do Murshidabadu, co spowolniło rozwój gospodarczy miasta. Miasto przeszło pod władzę Królestwa Wielkiej Brytanii w 1793. Przemysł w Dhace w połowie XIX wieku zaczął zanikać. Produkcja muślinu została spowolniona przez wysokie opodatkowanie kolonialne, ograniczenia handlu i przymusowy import brytyjskich wyrobów włókienniczych. Lokalni tkacze umierali z głodu w czasie klęski głodu w Bengalu. W 1956 miasto zostało stolicą Pakistanu Wschodniego, a w 1971 stolicą rządu niepodległego Bangladeszu. W 1974 otwarto Dhaka Zoo, będące największym obiektem tego typu w kraju. W 2013 wydarzyła się niedaleko Dhaki katastrofa budowlana, największa pod względem liczby ofiar śmiertelnych w czasach współczesnych, w której zginęło 1127 osób.

## Klimat
| Miesiąc                                                  | Sty  | Lut  | Mar  | Kwi  | Maj  | Cze  | Lip  | Sie  | Wrz  | Paź  | Lis  | Gru  | Roczna |
| -------------------------------------------------------- | ---- | ---- | ---- | ---- | ---- | ---- | ---- | ---- | ---- | ---- | ---- | ---- | ------ |
| Średnie temperatury w dzień [°C]                         | 25,4 | 28,1 | 32,5 | 33,7 | 32,9 | 32,1 | 31,4 | 31,6 | 31,6 | 31,6 | 29,6 | 26,4 | 30,6   |
| Średnie dobowe temperatury [°C]                          | 19,1 | 21,8 | 26,5 | 28,7 | 28,7 | 29,1 | 28,8 | 29   | 28,8 | 27,7 | 24,4 | 20,3 | 26,1   |
| Średnie temperatury w nocy [°C]                          | 12,7 | 15,5 | 20,4 | 23,6 | 24,5 | 26,1 | 26,2 | 26,3 | 25,9 | 23,8 | 19,2 | 14,1 | 21,5   |
| Opady [mm]                                               | 33,5 | 32,1 | 37,8 | 34,2 | 57,3 | 63,1 | 83,3 | 59,3 | 47,7 | 33,9 | 44,6 | 43,7 | 570,5  |
| Średnia liczba dni z opadami                             | 2    | 3    | 5    | 10   | 15   | 14   | 17   | 16   | 13   | 7    | 2    | 1    | 105    |
| Źródło: Światowa Organizacja Meteorologiczna Weatherbase |      |      |      |      |      |      |      |      |      |      |      |      |        |

## Demografia
W 2011 Dhakę, w granicach city corporation (istniejącego do 1 grudnia 2011, kiedy to nastąpił podział na Dhaka North City Corporation i Dhaka South City Corporation), tj. obszaru miejskiego ustanawianego i administrowanego przez ministra właściwego ds. samorządu terytorialnego, zamieszkiwało 6 970 105 osób. Tego samego roku populacja dhakijskiego obszaru metropolitarnego liczyła 8 906 039. Liczba ludności dhakijskiego megamiasta oszacowana została na 14 171 567 osób.
Miasto odnotowuje wzrost liczby mieszkańców w tempie 4,2% rocznie, co jest jednym z najwyższych wśród azjatyckich miast. Stały wzrost liczby ludności odzwierciedla trend migracyjny z terenów wiejskich na obszary miejskie, co w latach 60. i 70. XX w. stanowiło 60% ogólnego wzrostu liczby mieszkańców miasta. Ponadto wzrost populacji jest związany z poszerzeniem granic administracyjnych, co w latach 90. zwiększyło liczbę mieszkańców miasta o dodatkowe 0,5 mln.

## Gospodarka
Główny ośrodek przemysłu odzieżowego, włókienniczego, spożywczego i metalurgicznego kraju, rynek handlu jutą, ryżem, nasionami roślin oleistych, cukrem i herbatą. W mieście mają siedzibę Uniwersytet w Dhace, Bangladesh University of Engineering and Technology i inne ośrodki naukowe oraz instytuty badań rolniczych.

## Transport
Jednym z głównych środków transportu są riksze. Każdego dnia na ulice miasta wyjeżdża ich około 400 tysięcy, co jest światowym rekordem.
Port Sadarghat na rzece Buriganga obsługuje transport w górę rzeki oraz do innych portów Bangladeszu.
Port lotniczy Dhaka jest położony 20 km na północ od miasta i jest największym w kraju.

## Architektura
W centrum miasta znajduje się hinduistyczna świątynia Dhakeśwari, od której prawdopodobnie miasto wzięło swą nazwę. City Centre Dhaka (171 m) jest najwyższym budynkiem w Bangladeszu. Siedzibą parlamentu jest Jatiyo Sangshad Bhaban. Uniwersytet w Dhace, założony w 1921, jest najstarszym uniwersytetem w kraju i największą uczelnią publiczną w Bangladeszu. W mieście znajduje się Biblioteka Narodowa Bangladeszu.